# Borgo San Giacomo
Borgo San Giacomo (lombardul: Bórch San Giàcom) település Olaszországban, Lombardia régióban, Brescia megyében. Lakosainak száma 5412 fő (2023. január 1.). Borgo San Giacomo Azzanello, Orzinuovi, Quinzano d’Oglio, San Paolo, Verolanuova, Verolavecchia, Villachiara és Castelvisconti községekkel határos.

## Népesség
A település népessége az elmúlt években az alábbi módon változott:
| Lakosok száma | 5411 | 5455 | 5412 |
|               | 2017 | 2018 | 2023 |